# Prazzo
Prazzo (en français Praz) est une commune italienne de la province de Coni, dans le Piémont.

## Géographie
Prazzo fait partie des vallées occitanes. La ville est composée de deux petits villages, Prazzo bas et Prazzo haut, à une cinquantaine de kilomètres de Coni en remontant le Val Maira vers Acceglio.

## Histoire
Au XVe siècle, plusieurs familles et individus émigrent de San Michele Prazzo, hameau de Prazzo, vers Sainte-Tulle, en Provence, village dépeuplé et où l’immigration piémontaise a été importante.

## Activité locale
La mairie, ainsi qu'une école maternelle et primaire se situent à Prazzo Superiore. Ainsi qu'un hôtel, et la plupart des commerces.
Prazzo Inferiore est doté d'une église paroissiale, et d'une station service. Le hameau est également le siège d'une caserne militaire utilisée occasionnellement par l'armée italienne celle de l'OTAN, dans le cadre d'exercices en milieu montagneux.
L'économie de la communauté découle de l'importante activité agricole des environs. L'activité touristique et l'implantation d'organismes publics, tel que l'ENEL, est en pleine expansion.

## Administration

### Hameaux
Prazzo Superiore, Prazzo Inferiore, Borgo Nuovo, Maddalena, Ussolo, San Michele.

### Communes limitrophes
Acceglio, Bellino, Canosio, Elva, Marmora, Stroppo.

## Démographie

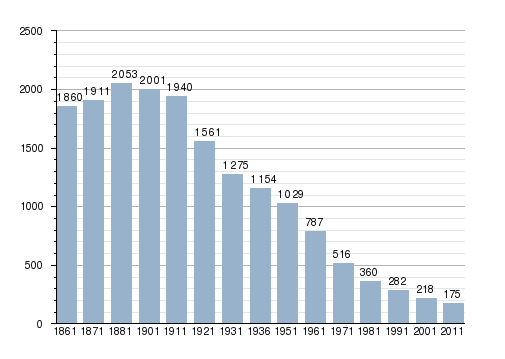
Évolution démographique de Prazzo en habitants par années.